# Priapulopsis
Priapulopsis is een geslacht in de taxonomische indeling van de peniswormen (Priapulida). Het geslacht werd in 1875 voor het eerst wetenschappelijk beschreven door Koren and Danielssen.

## Onderliggende soort
- Priapulopsis australis
- Priapulopsis cnidephorus
- Priapulopsis bicaudatus